# Sadowo (gmina)
Sadowo (bułg. Община Садово) – gmina w południowej Bułgarii, w obwodzie Płowdiw.

## Miejscowości
Miejscowości wchodzące w skład gminy Sadowo:
- Achmatowo (bułg. Aхматово),
- Bogdanica (bułg. Богданица),
- Boljarci (bułg. Болярци),
- Czesznegirowo (bułg. Чешнегирово),
- Karadżowo (bułg. Караджово),
- Katunica (bułg. Катуница),
- Koczewo (bułg. Кочево),
- Milewo (bułg. Милево),
- Mominsko (bułg. Моминско),
- Popowica (bułg. Поповица),
- Sadowo (bułg. Садово) – siedziba gminy,
- Sełci (bułg. Селци).